# Гейс
Гейс, ґейс (в множині гейса) (давньоірл. geis, ірл. geas) — різновид табу — заборони в ірландських кельтів. Гейса обмежували дії людей загрозою здійснення страшних наслідків або ж навпаки — завдяки гейсові можна було змусити людину щось зробити.

## Генезис поняття

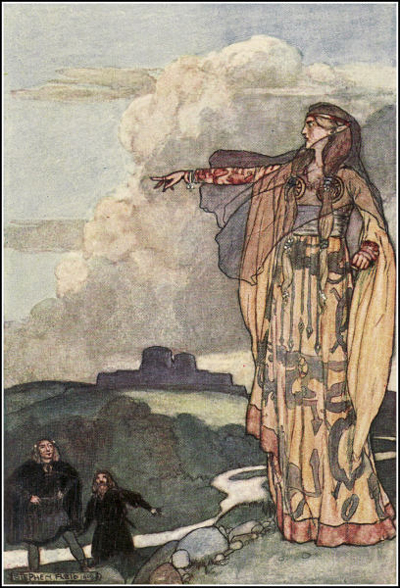
Маха накладає гейса на уладів, ілюстрація Стівена Рейда і Елеонор Халлс, 1904

Гейс мав велике значення для ірландського народу, але був відомий і іншим кельтським народам. Доволі часто гейса були спадковими та давались перед народженням, або ж мали тотемічну природу. Гейси практично завжди індивідуальні — вони стосуються лише однієї людини. Хоча деякі гейса стосувались усіх людей за винятком королів (чи навпаки). Не рідко давались напівлегендарні пояснення виникнення гейсу у певної людини. Тотемічним гейсом можна назвати гейс Діармайда, який не мав полювати на вепра Бен Гулбана. Діармайд порушив заборону і був вбитим вепром. Кухулін не міг їсти м'яса собак, а Конайре не мав права полювати на птахів.
Гейси основані на підґрунті понять справедливо і несправедливого, честі та ганьби і мали запобігти невдачам. Люди могли мати декілька гейса, найбільше їх було у вождів і правителів, вони були описані разом з привілеями в «Книзі прав». Наприклад, королю Коннахту заборонялось ходити на збори жінок в Лігхеар, сидіти восени на могильному кургані жінки Мейна, виїжджати в строкато-сірому одязі на коні в крапинку на пустельні місця Круахану тощо. Більшість з цих гейса можуть здатись просто абсурдними, проте основне значення це встановлення певної рівноваги у світі за якою люди, які мають все в житті, обмежують себе, щоб не прогнівити вищі сили. Від дотримання цих табу королями залежав не тільки їх власний достаток, але й доля племені. Королі вважались певними божествами, які повинні їсти певну їжу і знаходитись в певному місці.
Герої саг Кухулін і Фінн мали багато заборон — одні з них були релігійними, інші магічними чи основаними на примітивних ідеях честі (або ж вже вигадкою розповідача).

## Гейса, як обов'язок
Гейс, як зобов'язання міг накласти будь-хто. Очевидно спершу дані гейса мали форму заклинань, чи заговорів, які накладались на людей і які мали виконуватись. Наприклад Грайне накладає гейс на Діармайда, щоб той утік разом з нею з палацу батька, щоб не виходити заміж за старого Фінна. Діармайд змушений був виконати цей гейс. Тесть Кухуліна накладає на нього гейс, щоб він не мав спокою доти доки не вияснить причину вигнання синів Доела. Кара за порушення гейса була смерть, як наприклад у випадку з Кухуліном і Діармайдом. Або ж приклад божественної помсти із «Руйнування Дому Да Дерга», в якому помстою туатам за вчинок Еохайда, який викликав загибель його нащадка Конайре, що був змушений порушити свої гейса.

## Приклади гейса
- «Три Гейса лежали на Тальтіу: гейс дивитися на неї через ліве плече, гейс проїжджати по ній, не зійшовши на землю, і гейс кинути погляд на неї без потреби після заходу сонця».
- «І лежав на ірландцях гейс підходити туди всім відразу, а на Бресе гейс пити те, що там надоїли».
- «Не можна обходити тобі Брегу зліва направо, а Тару справа наліво».
- «Не можна вбивати тобі диких звірів Керни».
- «Кожну дев'яту ніч не можеш ти залишати межі Тари».
- «Не можна тобі проводити ніч у такому будинку, звідки назовні виднівся б вогонь або світло був помітний звідти».
- «Три Червоних не повинні перед тобою йти до будинку Червоного».
- «Не повинен статися грабіж при правлінні твоєму».
- «Не увійдуть в твоє житло після заходу сонця самотній чоловік або жінка».
- «Не годиться тобі вирішувати суперечку двох рабів».[1]